# Medalistki igrzysk olimpijskich w pływaniu
Lista medalistek letnich igrzysk olimpijskich w pływaniu w konkurencjach kobiet.

## Konkurencje obecnie rozgrywane

### 50 m stylem dowolnym
| Rok i miejsce       | Złoto               | Srebro                   | Brąz                        |
| ------------------- | ------------------- | ------------------------ | --------------------------- |
| Seul 1988           | Kristin Otto        | Yang Wenyi               | Katrin Meißner Jill Sterkel |
| Barcelona 1992      | Yang Wenyi          | Zhuang Yong              | Angel Martino               |
| Atlanta 1996        | Amy Van Dyken       | Le Jingyi                | Sandra Völker               |
| Sydney 2000         | Inge de Bruijn      | Therese Alshammar        | Dara Torres                 |
| Ateny 2004          | Inge de Bruijn      | Malia Metella            | Lisbeth Lenton              |
| Pekin 2008          | Britta Steffen      | Dara Torres              | Cate Campbell               |
| Londyn 2012         | Ranomi Kromowidjojo | Alaksandra Hierasimienia | Marleen Veldhuis            |
| Rio de Janeiro 2016 | Pernille Blume      | Simone Manuel            | Alaksandra Hierasimienia    |
| Tokio 2020          | Emma McKeon         | Sarah Sjöström           | Pernille Blume              |

### 100 m stylem dowolnym
| Rok i miejsce       | Złoto                             | Srebro                   | Brąz                         |
| ------------------- | --------------------------------- | ------------------------ | ---------------------------- |
| Sztokholm 1912      | Fanny Durack                      | Mina Wylie               | Jennie Fletcher              |
| Antwerpia 1920      | Ethelda Bleibtrey                 | Irene Guest              | Frances Schroth              |
| Paryż 1924          | Ethel Lackie                      | Mariechen Wehselau       | Gertrude Ederle              |
| Amsterdam 1928      | Albina Osipowich                  | Eleanor Saville          | Margaret Cooper              |
| Los Angeles 1932    | Helene Madison                    | Willy den Ouden          | Eleanor Saville              |
| Berlin 1936         | Hendrika Mastenbroek              | Jeannette Campbell       | Gisela Arendt                |
| Londyn 1948         | Greta Andersen                    | Ann Curtis               | Marie-Louise Linssen-Vaessen |
| Helsinki 1952       | Katalin Szőke                     | Johanna Termeulen        | Judit Temes                  |
| Melbourne 1956      | Dawn Fraser                       | Lorraine Crapp           | Faith Leech                  |
| Rzym 1960           | Dawn Fraser                       | Chris von Saltza         | Nathalie Steward             |
| Tokio 1964          | Dawn Fraser                       | Sharon Stouder           | Kathleen Ellis               |
| Meksyk 1968         | Jan Henne                         | Susan Pedersen           | Linda Gustavson              |
| Monachium 1972      | Sandra Neilson                    | Shirley Babashoff        | Shane Gould                  |
| Montreal 1976       | Kornelia Ender                    | Petra Priemer            | Enith Brigitha               |
| Moskwa 1980         | Barbara Krause                    | Caren Metschuck          | Ines Diers                   |
| Los Angeles 1984    | Carrie Steinseifer Nancy Hogshead | –                        | Annemarie Verstappen         |
| Seul 1988           | Kristin Otto                      | Zhuang Yong              | Catherine Plewinski          |
| Barcelona 1992      | Zhuang Yong                       | Jenny Thompson           | Franziska van Almsick        |
| Atlanta 1996        | Le Jingyi                         | Sandra Völker            | Angel Martino                |
| Sydney 2000         | Inge de Bruijn                    | Therese Alshammar        | Jenny Thompson Dara Torres   |
| Ateny 2004          | Jodie Henry                       | Inge de Bruijn           | Natalie Coughlin             |
| Pekin 2008          | Britta Steffen                    | Lisbeth Trickett         | Natalie Coughlin             |
| Londyn 2012         | Ranomi Kromowidjojo               | Alaksandra Hierasimienia | Tang Yi                      |
| Rio de Janeiro 2016 | Simone Manuel Penny Oleksiak      | –                        | Sarah Sjöström               |
| Tokio 2020          | Emma McKeon                       | Siobhan Haughey          | Cate Campbell                |

### 200 m stylem dowolnym
| Rok i miejsce       | Złoto               | Srebro                | Brąz                 |
| ------------------- | ------------------- | --------------------- | -------------------- |
| Meksyk 1968         | Debbie Meyer        | Jan Henne             | Jane Barkman         |
| Monachium 1972      | Shane Gould         | Shirley Babashoff     | Keena Rothhammer     |
| Montreal 1976       | Kornelia Ender      | Shirley Babashoff     | Enith Brigitha       |
| Moskwa 1980         | Barbara Krause      | Ines Diers            | Carmela Schmidt      |
| Los Angeles 1984    | Mary Wayte          | Cynthia Woodhead      | Annemarie Verstappen |
| Seul 1988           | Heike Friedrich     | Silvia Poll           | Manuela Stellmach    |
| Barcelona 1992      | Nicole Haislett     | Franziska van Almsick | Kerstin Kielgaß      |
| Atlanta 1996        | Claudia Poll        | Franziska van Almsick | Dagmar Hase          |
| Sydney 2000         | Susie O’Neill       | Martina Moravcová     | Claudia Poll         |
| Ateny 2004          | Camelia Potec       | Federica Pellegrini   | Solenne Figuès       |
| Pekin 2008          | Federica Pellegrini | Sara Isakovič         | Pang Jiaying         |
| Londyn 2012         | Allison Schmitt     | Camille Muffat        | Bronte Barratt       |
| Rio de Janeiro 2016 | Katie Ledecky       | Sarah Sjöström        | Emma McKeon          |
| Tokio 2020          | Ariarne Titmus      | Siobhan Haughey       | Penny Oleksiak       |

### 400 m stylem dowolnym
| Rok i miejsce       | Złoto                | Srebro             | Brąz              |
| ------------------- | -------------------- | ------------------ | ----------------- |
| Paryż 1924          | Martha Norelius      | Helen Wainwright   | Gertrude Ederle   |
| Amsterdam 1928      | Martha Norelius      | Marie Braun        | Josephine McKim   |
| Los Angeles 1932    | Helene Madison       | Lenore Kight       | Jenny Maakal      |
| Berlin 1936         | Hendrika Mastenbroek | Ragnhild Hveger    | Lenore Kight      |
| Londyn 1948         | Ann Curtis           | Karen Harup        | Catherine Gibson  |
| Helsinki 1952       | Valéria Gyenge       | Éva Novák          | Evelyn Kawamoto   |
| Melbourne 1956      | Lorraine Crapp       | Dawn Fraser        | Sylvia Ruuska     |
| Rzym 1960           | Chris von Saltza     | Jane Cederqvist    | Tineke Lagerberg  |
| Tokio 1964          | Virginia Duenkel     | Marilyn Ramenofsky | Terri Stickles    |
| Meksyk 1968         | Debbie Meyer         | Linda Gustavson    | Karen Moras       |
| Monachium 1972      | Shane Gould          | Novella Calligaris | Gudrun Wegner     |
| Montreal 1976       | Petra Thümer         | Shirley Babashoff  | Shannon Smith     |
| Moskwa 1980         | Ines Diers           | Petra Schneider    | Carmela Schmidt   |
| Los Angeles 1984    | Tiffany Cohen        | Sarah Hardcastle   | June Croft        |
| Seul 1988           | Janet Evans          | Heike Friedrich    | Anke Möhring      |
| Barcelona 1992      | Dagmar Hase          | Janet Evans        | Hayley Lewis      |
| Atlanta 1996        | Michelle Smith       | Dagmar Hase        | Kirsten Vlieghuis |
| Sydney 2000         | Brooke Bennett       | Diana Munz         | Claudia Poll      |
| Ateny 2004          | Laure Manaudou       | Otylia Jędrzejczak | Kaitlin Sandeno   |
| Pekin 2008          | Rebecca Adlington    | Katie Hoff         | Joanne Jackson    |
| Londyn 2012         | Camille Muffat       | Allison Schmitt    | Rebecca Adlington |
| Rio de Janeiro 2016 | Katie Ledecky        | Jazmin Carlin      | Leah Smith        |
| Tokio 2020          | Ariarne Titmus       | Katie Ledecky      | Li Bingjie        |

### 800 m stylem dowolnym
| Rok i miejsce       | Złoto             | Srebro             | Brąz                 |
| ------------------- | ----------------- | ------------------ | -------------------- |
| Meksyk 1968         | Debbie Meyer      | Pam Kruse          | María Teresa Ramírez |
| Monachium 1972      | Keena Rothhammer  | Shane Gould        | Novella Calligaris   |
| Montreal 1976       | Petra Thümer      | Shirley Babashoff  | Wendy Weinberg       |
| Moskwa 1980         | Michelle Ford     | Ines Diers         | Heike Dähne          |
| Los Angeles 1984    | Tiffany Cohen     | Michele Richardson | Sarah Hardcastle     |
| Seul 1988           | Janet Evans       | Astrid Strauß      | Julie McDonald       |
| Barcelona 1992      | Janet Evans       | Hayley Lewis       | Jana Henke           |
| Atlanta 1996        | Brooke Bennett    | Dagmar Hase        | Kirsten Vlieghuis    |
| Sydney 2000         | Brooke Bennett    | Jana Kłoczkowa     | Kaitlin Sandeno      |
| Ateny 2004          | Ai Shibata        | Laure Manaudou     | Diana Munz           |
| Pekin 2008          | Rebecca Adlington | Alessia Filippi    | Lotte Friis          |
| Londyn 2012         | Katie Ledecky     | Mireia Belmonte    | Rebecca Adlington    |
| Rio de Janeiro 2016 | Katie Ledecky     | Jazmin Carlin      | Boglárka Kapás       |
| Tokio 2020          | Katie Ledecky     | Ariarne Titmus     | Simona Quadarella    |

### 1500 m stylem dowolnym
| Rok i miejsce | Złoto         | Srebro         | Brąz         |
| ------------- | ------------- | -------------- | ------------ |
| Tokio 2020    | Katie Ledecky | Erica Sullivan | Sarah Köhler |

### 100 m stylem grzbietowym
| Rok i miejsce       | Złoto               | Srebro               | Brąz                   |
| ------------------- | ------------------- | -------------------- | ---------------------- |
| Paryż 1924          | Sybil Bauer         | Phyllis Harding      | Aileen Riggin          |
| Amsterdam 1928      | Marie Braun         | Ellen King           | Margaret Cooper        |
| Los Angeles 1932    | Eleanor Holm        | Bonnie Mealing       | Elizabeth Davies       |
| Berlin 1936         | Nida Senff          | Hendrika Mastenbroek | Alice Bridges          |
| Londyn 1948         | Karen Harup         | Suzanne Zimmermann   | Judy-Joy Davies        |
| Helsinki 1952       | Joan Harrison       | Geertje Wielema      | Jean Stewart           |
| Melbourne 1956      | Judy Grinham        | Carin Cone           | Margaret Edwards       |
| Rzym 1960           | Lynn Burke          | Nathalie Steward     | Satoko Tanaka          |
| Tokio 1964          | Cathy Ferguson      | Christine Caron      | Virginia Duenkel       |
| Meksyk 1968         | Kaye Hall           | Elaine Tanner        | Jane Swagerty          |
| Monachium 1972      | Melissa Belote      | Andrea Gyarmati      | Susie Atwood           |
| Montreal 1976       | Ulrike Richter      | Birgit Treiber       | Nancy Garapick         |
| Moskwa 1980         | Rica Reinisch       | Ina Kleber           | Petra Riedel           |
| Los Angeles 1984    | Theresa Andrews     | Betsy Mitchell       | Jolanda de Rover       |
| Seul 1988           | Kristin Otto        | Krisztina Egerszegi  | Cornelia Sirch         |
| Barcelona 1992      | Krisztina Egerszegi | Tünde Szabó          | Lea Loveless           |
| Atlanta 1996        | Beth Botsford       | Whitney Hedgepeth    | Marianne Kriel         |
| Sydney 2000         | Diana Mocanu        | Mai Nakamura         | Nina Żywaniewska       |
| Ateny 2004          | Natalie Coughlin    | Kirsty Coventry      | Laure Manaudou         |
| Pekin 2008          | Natalie Coughlin    | Kirsty Coventry      | Margaret Hoelzer       |
| Londyn 2012         | Missy Franklin      | Emily Seebohm        | Aya Terakawa           |
| Rio de Janeiro 2016 | Katinka Hosszú      | Kathleen Baker       | Kylie Masse Fu Yuanhui |
| Tokio 2020          | Kaylee McKeown      | Kylie Masse          | Regan Smith            |

### 200 m stylem grzbietowym
| Rok i miejsce       | Złoto               | Srebro              | Brąz                              |
| ------------------- | ------------------- | ------------------- | --------------------------------- |
| Meksyk 1968         | Lillian Watson      | Elaine Tanner       | Kaye Hall                         |
| Monachium 1972      | Melissa Belote      | Susie Atwood        | Donna Gurr                        |
| Montreal 1976       | Ulrike Richter      | Birgit Treiber      | Nancy Garapick                    |
| Moskwa 1980         | Rica Reinisch       | Cornelia Polit      | Birgit Treiber                    |
| Los Angeles 1984    | Jolanda de Rover    | Amy White           | Aneta Pătrăşcoiu                  |
| Seul 1988           | Krisztina Egerszegi | Katrin Zimmermann   | Cornelia Sirch                    |
| Barcelona 1992      | Krisztina Egerszegi | Dagmar Hase         | Nicole Livingstone                |
| Atlanta 1996        | Krisztina Egerszegi | Whitney Hedgepeth   | Cathleen Rund                     |
| Sydney 2000         | Diana Mocanu        | Roxanna Maracineanu | Miki Nakao                        |
| Ateny 2004          | Kirsty Coventry     | Stanisława Komarowa | Antje Buschschulte Reiko Nakamura |
| Pekin 2008          | Kirsty Coventry     | Margaret Hoelzer    | Reiko Nakamura                    |
| Londyn 2012         | Missy Franklin      | Anastasija Zujewa   | Elizabeth Beisel                  |
| Rio de Janeiro 2016 | Madeline DiRado     | Katinka Hosszú      | Hilary Caldwell                   |
| Tokio 2020          | Kaylee McKeown      | Kylie Masse         | Emily Seebohm                     |

### 100 m stylem klasycznym
| Rok i miejsce       | Złoto              | Srebro                    | Brąz               |
| ------------------- | ------------------ | ------------------------- | ------------------ |
| Meksyk 1968         | Đurđica Bjedov     | Galina Prozumienszczikowa | Sharon Wichman     |
| Monachium 1972      | Catherine Carr     | Galina Prozumienszczikowa | Beverley Whitfield |
| Montreal 1976       | Hannelore Anke     | Lubow Rusanowa            | Marina Koszewoj    |
| Moskwa 1980         | Ute Geweniger      | Elwira Wasilkowa          | Susanne Nielsson   |
| Los Angeles 1984    | Petra van Staveren | Anne Ottenbrite           | Catherine Poirot   |
| Seul 1988           | Tanja Dangałakowa  | Antoaneta Frenkewa        | Silke Hörner       |
| Barcelona 1992      | Jelena Rudkowska   | Anita Nall                | Samantha Riley     |
| Atlanta 1996        | Penelope Heyns     | Amanda Beard              | Samantha Riley     |
| Sydney 2000         | Megan Quann        | Leisel Jones              | Penelope Heyns     |
| Ateny 2004          | Luo Xuejuan        | Brooke Hanson             | Leisel Jones       |
| Pekin 2008          | Leisel Jones       | Rebecca Soni              | Mirna Jukić        |
| Londyn 2012         | Rūta Meilutytė     | Rebecca Soni              | Satomi Suzuki      |
| Rio de Janeiro 2016 | Lilly King         | Julija Jefimowa           | Katie Meili        |
| Tokio 2020          | Lydia Jacoby       | Tatjana Schoenmaker       | Lilly King         |

### 200 m stylem klasycznym
| Rok i miejsce       | Złoto                     | Srebro              | Brąz                      |
| ------------------- | ------------------------- | ------------------- | ------------------------- |
| Paryż 1924          | Lucy Morton               | Agnes Geraghty      | Gladys Carson             |
| Amsterdam 1928      | Hilde Schrader            | Mietje Baron        | Lotte Mühe                |
| Los Angeles 1932    | Clare Dennis              | Hideko Maehata      | Else Jacobsen             |
| Berlin 1936         | Hideko Maehata            | Martha Genenger     | Inge Sørensen             |
| Londyn 1948         | Petronella van Vliet      | Beatrice Lyons      | Éva Novák                 |
| Helsinki 1952       | Éva Székely               | Éva Novák           | Elenor Gordon             |
| Melbourne 1956      | Ursula Happe              | Éva Székely         | Eva-Maria ten Elsen       |
| Rzym 1960           | Anita Lonsbrough          | Wiltrud Urselmann   | Barbara Göbel             |
| Tokio 1964          | Galina Prozumienszczikowa | Claudia Kolb        | Swietłana Babanina        |
| Meksyk 1968         | Sharon Wichman            | Đurđica Bjedov      | Galina Prozumienszczikowa |
| Monachium 1972      | Beverley Whitfield        | Dana Schoenfield    | Galina Prozumienszczikowa |
| Montreal 1976       | Marina Koszewoj           | Maryna Jurczenia    | Lubow Rusanowa            |
| Moskwa 1980         | Lina Kačiušytė            | Swietłana Warganowa | Julija Bogdanowa          |
| Los Angeles 1984    | Anne Ottenbrite           | Susan Rapp          | Ingrid Lempereur          |
| Seul 1988           | Silke Hörner              | Huang Xiaomin       | Antoaneta Frenkewa        |
| Barcelona 1992      | Kyōko Iwasaki             | Lin Li              | Anita Nall                |
| Atlanta 1996        | Penelope Heyns            | Amanda Beard        | Ágnes Kovács              |
| Sydney 2000         | Ágnes Kovács              | Kristy Kowal        | Amanda Beard              |
| Ateny 2004          | Amanda Beard              | Leisel Jones        | Anne Poleska              |
| Pekin 2008          | Rebecca Soni              | Leisel Jones        | Sara Nordenstam           |
| Londyn 2012         | Rebecca Soni              | Satomi Suzuki       | Julija Jefimowa           |
| Rio de Janeiro 2016 | Rie Kaneto                | Julija Jefimowa     | Shi Jinglin               |
| Tokio 2020          | Tatjana Schoenmaker       | Lilly King          | Annie Lazor               |

### 100 m stylem motylkowym
| Rok i miejsce       | Złoto              | Srebro                    | Brąz                |
| ------------------- | ------------------ | ------------------------- | ------------------- |
| Melbourne 1956      | Shelley Mann       | Nancy Ramey               | Mary Sears          |
| Rzym 1960           | Carolyn Schuler    | Marianne Heemskerk        | Janice Andrew       |
| Tokio 1964          | Sharon Stouder     | Ada Kok                   | Kathleen Ellis      |
| Meksyk 1968         | Lynette McClements | Ellie Daniel              | Susan Shields       |
| Monachium 1972      | Mayumi Aoki        | Roswitha Beier            | Andrea Gyarmati     |
| Montreal 1976       | Kornelia Ender     | Andrea Pollack            | Wendy Boglioli      |
| Moskwa 1980         | Caren Metschuck    | Andrea Pollack            | Christiane Knacke   |
| Los Angeles 1984    | Mary T. Meagher    | Jenna Johnson             | Karin Seick         |
| Seul 1988           | Kristin Otto       | Birte Weigang             | Qian Hong           |
| Barcelona 1992      | Qian Hong          | Christine Ahmann-Leighton | Catherine Plewinski |
| Atlanta 1996        | Amy Van Dyken      | Liu Limin                 | Angel Martino       |
| Sydney 2000         | Inge de Bruijn     | Martina Moravcová         | Dara Torres         |
| Ateny 2004          | Petria Thomas      | Otylia Jędrzejczak        | Inge de Bruijn      |
| Pekin 2008          | Lisbeth Trickett   | Christine Magnuson        | Jessicah Schipper   |
| Londyn 2012         | Dana Vollmer       | Lu Ying                   | Alicia Coutts       |
| Rio de Janeiro 2016 | Sarah Sjöström     | Penny Oleksiak            | Dana Vollmer        |
| Tokio 2020          | Margaret MacNeil   | Zhang Yufei               | Emma McKeon         |

### 200 m stylem motylkowym
| Rok i miejsce       | Złoto              | Srebro            | Brąz              |
| ------------------- | ------------------ | ----------------- | ----------------- |
| Meksyk 1968         | Ada Kok            | Helga Lindner     | Ellie Daniel      |
| Monachium 1972      | Karen Moe          | Lynn Colella      | Ellie Daniel      |
| Montreal 1976       | Andrea Pollack     | Ulrike Tauber     | Rosemarie Kother  |
| Moskwa 1980         | Ines Geißler       | Sybille Schönrock | Michelle Ford     |
| Los Angeles 1984    | Mary T. Meagher    | Karen Phillips    | Ina Beyermann     |
| Seul 1988           | Kathleen Nord      | Birte Weigang     | Mary T. Meagher   |
| Barcelona 1992      | Summer Sanders     | Wang Xiaohong     | Susie O’Neill     |
| Atlanta 1996        | Susie O’Neill      | Petria Thomas     | Michelle Smith    |
| Sydney 2000         | Misty Hyman        | Susie O’Neill     | Petria Thomas     |
| Ateny 2004          | Otylia Jędrzejczak | Petria Thomas     | Yūko Nakanishi    |
| Pekin 2008          | Liu Zige           | Jiao Liuyang      | Jessicah Schipper |
| Londyn 2012         | Jiao Liuyang       | Mireia Belmonte   | Natsumi Hoshi     |
| Rio de Janeiro 2016 | Mireia Belmonte    | Madeline Groves   | Natsumi Hoshi     |
| Tokio 2020          | Zhang Yufei        | Regan Smith       | Hali Flickinger   |

### 200 m stylem zmiennym
| Rok i miejsce       | Złoto          | Srebro                 | Brąz              |
| ------------------- | -------------- | ---------------------- | ----------------- |
| Meksyk 1968         | Claudia Kolb   | Susan Pedersen         | Jan Henne         |
| Monachium 1972      | Shane Gould    | Kornelia Ender         | Lynn Vidali       |
| Los Angeles 1984    | Tracy Caulkins | Nancy Hogshead         | Michele Pearson   |
| Seul 1988           | Daniela Hunger | Jelena Diendiebierowa  | Noemi Lung        |
| Barcelona 1992      | Lin Li         | Summer Sanders         | Daniela Hunger    |
| Atlanta 1996        | Michelle Smith | Marianne Limpert       | Lin Li            |
| Sydney 2000         | Jana Kłoczkowa | Beatrice Câșlaru       | Cristina Teuscher |
| Ateny 2004          | Jana Kłoczkowa | Amanda Beard           | Kirsty Coventry   |
| Pekin 2008          | Stephanie Rice | Kirsty Coventry        | Natalie Coughlin  |
| Londyn 2012         | Ye Shiwen      | Alicia Coutts          | Caitlin Leverenz  |
| Rio de Janeiro 2016 | Katinka Hosszú | Siobhan-Marie O’Connor | Madeline DiRado   |
| Tokio 2020          | Yui Ōhashi     | Alex Walsh             | Kate Douglass     |

### 400 m stylem zmiennym
| Rok i miejsce       | Złoto               | Srebro           | Brąz                |
| ------------------- | ------------------- | ---------------- | ------------------- |
| Tokio 1964          | Donna de Varona     | Sharon Finneran  | Martha Randall      |
| Meksyk 1968         | Claudia Kolb        | Lynette Vidali   | Sabine Steinbach    |
| Monachium 1972      | Gail Neall          | Leslie Cliff     | Novella Calligaris  |
| Montreal 1976       | Ulrike Tauber       | Cheryl Gibson    | Becky Smith         |
| Moskwa 1980         | Petra Schneider     | Sharon Davies    | Agnieszka Czopek    |
| Los Angeles 1984    | Tracy Caulkins      | Suzanne Landells | Petra Zindler       |
| Seul 1988           | Janet Evans         | Noemi Lung       | Daniela Hunger      |
| Barcelona 1992      | Krisztina Egerszegi | Lin Li           | Summer Sanders      |
| Atlanta 1996        | Michelle Smith      | Allison Wagner   | Krisztina Egerszegi |
| Sydney 2000         | Jana Kłoczkowa      | Yasuko Tajima    | Beatrice Câșlaru    |
| Ateny 2004          | Jana Kłoczkowa      | Kaitlin Sandeno  | Georgina Bardach    |
| Pekin 2008          | Stephanie Rice      | Kirsty Coventry  | Katie Hoff          |
| Londyn 2012         | Ye Shiwen           | Elizabeth Beisel | Li Xuanxu           |
| Rio de Janeiro 2016 | Katinka Hosszú      | Madeline DiRado  | Mireia Belmonte     |
| Tokio 2020          | Yui Ōhashi          | Emma Weyant      | Hali Flickinger     |

### 10 km na otwartym akwenie
| Rok i miejsce       | Złoto                 | Srebro                | Brąz             |
| ------------------- | --------------------- | --------------------- | ---------------- |
| Pekin 2008          | Łarisa Ilczenko       | Keri-Anne Payne       | Cassandra Patten |
| Londyn 2012         | Éva Risztov           | Haley Anderson        | Martina Grimaldi |
| Rio de Janeiro 2016 | Sharon van Rouwendaal | Rachele Bruni         | Poliana Okimoto  |
| Tokio 2020          | Ana Marcela Cunha     | Sharon van Rouwendaal | Kareena Lee      |

### 4×100m stylem dowolnym
| Rok i miejsce       | Złoto | Srebro | Brąz |
| ------------------- | --- | --- | --- |
| Sztokholm 1912      | Wielka Brytania · Isabella Moore · Jennie Fletcher · Annie Speirs · Irene Steer                                                    | Cesarstwo Niemieckie · Waltraud Dressel · Louise Otto · Hermine Stindt · Grete Rosenberg                                                | Cesarstwo Austrii · Margarete Adler · Klara Milch · Josephine Sticker · Bertha Zahourek                                            |
| Antwerpia 1920      | Stany Zjednoczone · Margaret Woodbridge · Frances Schroth · Irene Guest · Ethelda Bleibtrey                                        | Wielka Brytania · Hilda James · Constance Jeans · Charlotte Radcliffe · Grace MacKenzie                                                 | Szwecja · Aina Berg · Emy Machnow · Karin Nilsson · Jane Gylling                                                                   |
| Paryż 1924          | Stany Zjednoczone · Euphrasia Donnelly · Gertrude Ederle · Ethel Lackie · Mariechen Wehselau                                       | Wielka Brytania · Florence Barker · Constance Jeans · Gracie MacKenzie · Vera Tanner                                                    | Szwecja · Aina Berg · Gurli Ewerlund · Wivan Pettersson · Hjördis Töpel                                                            |
| Amsterdam 1928      | Stany Zjednoczone · Adelaide Lambert · Albina Osipowich · Eleanor Saville · Martha Norelius                                        | Wielka Brytania · Margaret Cooper · Vera Tanner · Sarah Stewart · Ellen King                                                            | Południowa Afryka · Rhoda Rennie · Frederica van der Goes · Marie Redford · Kathleen Russell                                       |
| Los Angeles 1932    | Stany Zjednoczone · Helen Johns · Eleanor Saville · Josephine McKim · Helene Madison                                               | Holandia · Willy den Ouden · Maria Oversloot · Cornelia Laddé · Maria Vierdag                                                           | Wielka Brytania · Margaret Cooper · Elizabeth Davies · Edna Hughes · Helen Varcoe                                                  |
| Berlin 1936         | Holandia · Johanna Selbach · Catharina Wagner · Willy den Ouden · Hendrika Mastenbroek                                             | III Rzesza · Ruth Halbsguth · Leni Lohmar · Ingeborg Schmitz · Gisela Arendt                                                            | Stany Zjednoczone · Katherine Rawls · Bernice Lapp · Mavis Freeman · Olive McKean                                                  |
| Londyn 1948         | Stany Zjednoczone · Marie Louise Corridon · Thelma Kalama · Brenda Helser · Ann Curtis                                             | Dania · Eva Riise · Karen Harup · Greta Andersen · Fritze Carstensen                                                                    | Holandia · Irma Schumacher · Margot Marsman · Marie-Louise Linssen-Vaessen · Johanna Termeulen                                     |
| Helsinki 1952       | Węgry · Ilona Novák · Judit Temes · Éva Novák · Katalin Szőke                                                                      | Holandia · Marie-Louise Linssen-Vaessen · Cornelia van Voorn · Johanna Termeulen · Irma Schumacher                                      | Stany Zjednoczone · Jacqueline La Vine · Mary Louise Stepan · Jody Alderson · Evelyn Kawamoto                                      |
| Melbourne 1956      | Australia · Dawn Fraser · Faith Leech · Sandra Morgan · Lorraine Crapp                                                             | Stany Zjednoczone · Sylvia Ruuska · Shelley Mann · Nancy Simons · Joan Rosazza                                                          | Południowa Afryka · Natalie Myburgh · Susan Roberts · Moira Abernethy · Jeanette Myburgh                                           |
| Rzym 1960           | Stany Zjednoczone · Joan Spillane · Shirley Stobs · Carolyn Wood · Chris von Saltza                                                | Australia · Dawn Fraser · Ilsa Konrads · Lorraine Crapp · Alva Colouhoun                                                                | Niemcy · Christel Steffin · Heidi Pechstein · Gisela Weiß · Ursel Brunner                                                          |
| Tokio 1964          | Stany Zjednoczone · Sharon Stouder · Donna de Varona · Lillian Watson · Kathleen Ellis                                             | Australia · Robyn Thorn · Janice Murphy · Lyn Bell · Dawn Fraser                                                                        | Holandia · Paulina van der Wildt · Catharina Beumer · Wilhelmina van Weerdenburg · Erica Terpstra                                  |
| Meksyk 1968         | Stany Zjednoczone · Jane Barkman · Linda Gustavson · Susan Pedersen · Jan Henne                                                    | NRD · Martina Grunert · Uta Schmuck · Roswitha Krause · Gabriele Wetzko                                                                 | Kanada · Angela Coughlaw · Marilyn Corson · Elaine Tanner · Marion Lay                                                             |
| Monachium 1972      | Stany Zjednoczone · Sandra Neilson · Jennifer Kemp · Jane Barkman · Shirley Babashoff                                              | NRD · Gabriele Wetzko · Andrea Eife · Elke Sehmisch · Kornelia Ender                                                                    | RFN · Jutta Weber · Heidemarie Reineck · Gudrun Beckmann · Angela Steinbach                                                        |
| Montreal 1976       | Stany Zjednoczone · Kim Peyton · Wendy Boglioli · Gillian Sterkel · Shirley Babashoff                                              | NRD · Kornelia Ender · Petra Priemer · Andrea Pollack · Claudia Hempel                                                                  | Kanada · Gail Amundrud · Barbara Clark · Becky Smith · Anne Jardin                                                                 |
| Moskwa 1980         | NRD · Barbara Krause · Caren Metschuck · Ines Diers · Sarina Hülsenbeck                                                            | Szwecja · Carina Ljungdahl · Tina Gustafsson · Agneta Martensson · Agneta Eriksson                                                      | Holandia · Conny van Bentum · Wilma van Velsen · Regina de Jong · Annelies Maas                                                    |
| Los Angeles 1984    | Stany Zjednoczone · Jenna Johnson · Carrie Steinseifer · Dara Torres · Nancy Hogshead                                              | Holandia · Annemarie Verstappen · Elles Voskes · Desi Reijers · Conny van Bentum                                                        | RFN · Iris Zscherpe · Susanne Schuster · Christiane Pielke · Karin Seick                                                           |
| Seul 1988           | NRD · Kristin Otto · Katrin Meißner · Daniela Hunger · Manuela Stellmach                                                           | Holandia · Marianne Muis · Mildred Muis · Conny van Bentum · Karin Brienesse                                                            | Stany Zjednoczone · Mary Wayte · Mitzi Kremer · Laura Walker · Dara Torres                                                         |
| Barcelona 1992      | Stany Zjednoczone · Nicole Haislett · Angel Martino · Jenny Thompson · Dara Torres · Ashley Tappin · Christine Ahmann-Leighton     | Chiny · Zhuang Yong · Lu Bin · Yang Wenyi · Le Jingyi · Zhao Kun                                                                        | Niemcy · Franziska van Almsick · Daniela Hunger · Simone Osygus · Manuela Stellmach · Kerstin Kielgaß · Annette Hadding            |
| Atlanta 1996        | Stany Zjednoczone · Angel Martino · Amy Van Dyken · Catherine Fox · Jenny Thompson · Lisa Jacob · Melanie Valerio                  | Chiny · Le Jingyi · Chao Na · Nian Yun · Shan Ying                                                                                      | Niemcy · Sandra Völker · Simone Osygus · Antje Buschschulte · Franziska van Almsick · Meike Freitag                                |
| Sydney 2000         | Stany Zjednoczone · Amy Van Dyken · Dara Torres · Courtney Shealy · Jenny Thompson · Erin Phenix · Ashley Tappin                   | Holandia · Manon van Rooijen · Wilma van Rijn · Thamar Henneken · Inge de Bruijn · Chantal Groot                                        | Szwecja · Louise Jöhncke · Therese Alshammar · Johanna Sjöberg · Anna-Karin Kammerling · Josefin Lilhage · Malin Swahnström        |
| Ateny 2004          | Australia · Alice Mills · Lisbeth Lenton · Petria Thomas · Jodie Henry · Sarah Ryan                                                | Stany Zjednoczone · Kara Lynn Joyce · Natalie Coughlin · Amanda Weir · Jenny Thompson · Colleen Lanne · Maritza Correia · Lindsay Benko | Holandia · Chantal Groot · Inge Dekker · Marleen Veldhuis · Inge de Bruijn · Annabel Kosten                                        |
| Pekin 2008          | Holandia · Inge Dekker · Ranomi Kromowidjojo · Femke Heemskerk · Marleen Veldhuis · Hinkelien Schreuder · Manon van Rooijen        | Stany Zjednoczone · Natalie Coughlin · Lacey Nymeyer · Kara Lynn Joyce · Dara Torres · Julia Smit · Emily Silver                        | Australia · Cate Campbell · Alice Mills · Melanie Schlanger · Lisbeth Trickett · Shayne Reese                                      |
| Londyn 2012         | Australia · Alicia Coutts · Cate Campbell · Brittany Elmslie · Melanie Schlanger · Emily Seebohm · Yolane Kukla · Lisbeth Trickett | Holandia · Inge Dekker · Marleen Veldhuis · Femke Heemskerk · Ranomi Kromowidjojo · Hinkelien Schreuder                                 | Stany Zjednoczone · Missy Franklin · Jessica Hardy · Lia Neal · Allison Schmitt · Amanda Weir · Natalie Coughlin                   |
| Rio de Janeiro 2016 | Australia · Emma McKeon · Brittany Elmslie · Bronte Campbell · Cate Campbell · Madison Wilson                                      | Stany Zjednoczone · Simone Manuel · Abbey Weitzeil · Dana Vollmer · Katie Ledecky · Amanda Weir · Lia Neal · Allison Schmitt            | Kanada · Sandrine Mainville · Chantal van Landeghem · Taylor Ruck · Penny Oleksiak · Michelle Williams                             |
| Tokio 2020          | Australia · Bronte Campbell · Meg Harris · Emma McKeon · Cate Campbell · Mollie O’Callaghan · Madison Wilson                       | Kanada · Kayla Sanchez · Margaret MacNeil · Rebecca Smith · Penny Oleksiak · Taylor Ruck                                                | Stany Zjednoczone · Erika Brown · Abbey Weitzeil · Natalie Hinds · Simone Manuel · Olivia Smoliga · Catie DeLoof · Allison Schmitt |

### 4×200m stylem dowolnym
| Rok i miejsce       | Złoto | Srebro | Brąz |
| ------------------- | --- | --- | --- |
| Atlanta 1996        | Stany Zjednoczone · Trina Jackson · Cristina Teuscher · Sheila Taormina · Jenny Thompson · Lisa Jacob · Annette Salmeen · Ashley Whitney | Niemcy · Franziska van Almsick · Kerstin Kielgaß · Anke Scholz · Dagmar Hase · Meike Freitag · Simone Osygus                                     | Australia · Julia Greville · Nicole Stevenson · Emma Johnson · Susie O’Neill · Lisa Mackie                                                 |
| Sydney 2000         | Stany Zjednoczone · Samantha Arsenault · Diana Munz · Lindsay Benko · Jenny Thompson · Julia Stowers · Kim Black                         | Australia · Susie O’Neill · Giaan Rooney · Kirsten Thomson · Petria Thomas · Jacinta van Lint · Elka Graham                                      | Niemcy · Franziska van Almsick · Antje Buschschulte · Sara Harstick · Kerstin Kielgaß · Meike Freitag · Britta Steffen                     |
| Ateny 2004          | Stany Zjednoczone · Natalie Coughlin · Carly Piper · Dana Vollmer · Kaitlin Sandeno · Lindsay Benko · Rhi Jeffrey · Rachel Komisarz      | Chiny · Zhu Yingwen · Xu Yanwei · Yang Yu · Pang Jiaying · Li Ji                                                                                 | Niemcy · Franziska van Almsick · Petra Dallmann · Antje Buschschulte · Hannah Stockbauer · Janina Götz · Sara Harstick                     |
| Pekin 2008          | Australia · Stephanie Rice · Bronte Barratt · Kylie Palmer · Linda Mackenzie                                                             | Chiny · Yang Yu · Zhu Quianwei · Tan Miao · Jiaying Pao                                                                                          | Stany Zjednoczone · Allison Schmitt · Natalie Coughlin · Caroline Burckle · Katie Hoff                                                     |
| Londyn 2012         | Stany Zjednoczone · Missy Franklin · Dana Vollmer · Shannon Vreeland · Allison Schmitt · Lauren Perdue · Alyssa Anderson                 | Australia · Bronte Barratt · Melanie Schlanger · Kylie Palmer · Alicia Coutts · Brittany Elmslie · Angie Bainbridge · Jade Neilsen · Blair Evans | Francja · Camille Muffat · Charlotte Bonnet · Ophélie-Cyrielle Étienne · Coralie Balmy · Margaux Farrell · Mylène Lazare                   |
| Rio de Janeiro 2016 | Stany Zjednoczone · Allison Schmitt · Leah Smith · Madeline DiRado · Katie Ledecky · Missy Franklin · Melanie Margalis · Cierra Runge    | Australia · Leah Neale · Emma McKeon · Bronte Barratt · Tamsin Cook · Jessica Ashwood                                                            | Kanada · Katerine Savard · Taylor Ruck · Brittany MacLean · Penny Oleksiak · Emily Overholt · Kennedy Goss                                 |
| Tokio 2020          | Chiny · Yang Junxuan · Tang Muhan · Zhang Yufei · Li Bingjie · Zhang Yifan · Dong Jie                                                    | Stany Zjednoczone · Allison Schmitt · Paige Madden · Katie McLaughlin · Katie Ledecky · Bella Sims · Brooke Forde                                | Australia · Ariarne Titmus · Emma McKeon · Madison Wilson · Leah Neale · Mollie O’Callaghan · Meg Harris · Brianna Throssell · Tamsin Cook |

### 4×100m stylem zmiennym
| Rok i miejsce       | Złoto | Srebro | Brąz |
| ------------------- | --- | --- | --- |
| Rzym 1960           | Stany Zjednoczone · Lynn Burke · Patricia Kempner · Carolyn Schuler · Chris von Saltza                                                                            | Australia · Maryleen Wilson · Rosemary Lassig · Janice Andrew · Dawn Fraser                                                                                   | Niemcy · Ingrid Schmidt · Ursula Küper · Bärbel Fuhrmann · Ursel Brunner                                |
| Tokio 1964          | Stany Zjednoczone · Cathy Ferguson · Cynthia Goyette · Sharon Stouder · Kathleen Ellis                                                                            | Holandia · Kornelia Winkel · Clena Bimolt · Ada Kok · Erica Terpstra                                                                                          | ZSRR · Tatjana Sawielewa · Swietłana Babanina · Tatjana Diewjatowa · Natalija Ustinowa                  |
| Meksyk 1968         | Stany Zjednoczone · Kaye Hall · Catie Ball · Ellie Daniel · Susan Pedersen                                                                                        | Australia · Lynne Watson · Judy Playfair · Lynette McClements · Janet Steinbeck                                                                               | RFN · Angelika Kraus · Uta Frommater · Heike Hustede · Heidemarie Reineck                               |
| Monachium 1972      | Stany Zjednoczone · Melissa Belote · Catherine Carr · Deena Deardruff · Sandra Neilson                                                                            | NRD · Christine Herbst · Renate Vogel · Roswitha Beier · Kornelia Ender                                                                                       | RFN · Silke Pielen · Verena Eberle · Gudrun Beckmann · Heidemarie Reineck                               |
| Montreal 1976       | NRD · Ulrike Richter · Hannelore Anke · Andrea Pollack · Kornelia Ender                                                                                           | Stany Zjednoczone · Linda Jezek · Laura Siering · Camille Wright · Shirley Babashoff                                                                          | Kanada · Susan Sloan · Robin Corsiglia · Wendy Hogg · Anne Jardin                                       |
| Moskwa 1980         | NRD · Rica Reinisch · Ute Geweniger · Andrea Pollack · Caren Metschuck                                                                                            | Wielka Brytania · Helen Jameson · Margaret Kelly-Hohmann · Ann Osgerby · June Croft                                                                           | ZSRR · Jelena Krugłowa · Elwira Wasilkowa · Ałła Griszczenkowa · Natalija Strunnikowa                   |
| Los Angeles 1984    | Stany Zjednoczone · Theresa Andrews · Tracy Caulkins · Mary T. Meagher · Nancy Hogshead                                                                           | RFN · Svenja Schlicht · Ute Hasse · Ina Beyermann · Karin Seick                                                                                               | Kanada · Reema Abdo · Anne Ottenbrite · Michelle MacPherson · Pamela Rai                                |
| Seul 1988           | NRD · Kristin Otto · Silke Hörner · Birte Weigang · Katrin Meißner                                                                                                | Stany Zjednoczone · Beth Barr · Tracey McFarlane · Janet Jorgensen · Mary Wayte                                                                               | Kanada · Lori Melien · Allison Higson · Jane Kerr · Andrea Nugent                                       |
| Barcelona 1992      | Stany Zjednoczone · Christine Ahmann-Leighton · Lea Loveless · Anita Nall · Jenny Thompson · Elizabeth Wagstaff · Megan Kleine · Summer Sanders · Nicole Haislett | Niemcy · Franziska van Almsick · Jana Dörries · Dagmar Hase · Daniela Hunger · Daniela Brendel · Bettina Ustrowski · Simone Osygus                            | WNP · Nina Żywaniewska · Olga Kiriczenko · Natalja Mieszczeriakowa · Jelena Rudkowska · Jelena Szubina  |
| Atlanta 1996        | Stany Zjednoczone · Beth Botsford · Amanda Beard · Angel Martino · Amy Van Dyken · Catherine Fox · Whitney Hedgepeth · Kristine Quance · Jenny Thompson           | Australia · Nicole Stevenson · Samantha Riley · Susie O’Neill · Sarah Ryan · Helen Denman · Angela Kennedy                                                    | Chiny · Chen Yan · Han Xue · Cai Huijue · Shan Ying                                                     |
| Sydney 2000         | Stany Zjednoczone · Barbara Bedford · Megan Quann · Jenny Thompson · Dara Torres · Courtney Shealy · Ashley Tappin · Amy Van Dyken · Staciana Stitts              | Australia · Dyana Calub · Leisel Jones · Petria Thomas · Susie O’Neill · Giaan Rooney · Tarnee White · Sarah Ryan                                             | Japonia · Mai Nakamura · Masami Tanaka · Junko Ōnishi · Sumika Minamoto                                 |
| Ateny 2004          | Australia · Giaan Rooney · Leisel Jones · Petria Thomas · Jodie Henry · Brooke Hanson · Jessicah Schipper · Alice Mills                                           | Stany Zjednoczone · Natalie Coughlin · Amanda Beard · Jenny Thompson · Kara Lynn Joyce · Haley Cope · Tara Kirk · Rachel Komisarz · Amanda Weir               | Niemcy · Antje Buschschulte · Sarah Poewe · Franziska van Almsick · Daniela Götz                        |
| Pekin 2008          | Australia · Emily Seebohm · Leisel Jones · Jessicah Schipper · Lisbeth Trickett · Tarnee White · Felicity Galvez · Shayne Reese                                   | Stany Zjednoczone · Natalie Coughlin · Rebecca Soni · Christine Magnuson · Dara Torres · Margaret Hoelzer · Megan Jendrick · Elaine Breeden · Kara Lynn Joyce | Chiny · Zhao Jing · Sun Ye · Zhou Yafei · Pang Jiaying · Xu Tianlongzi                                  |
| Londyn 2012         | Stany Zjednoczone · Missy Franklin · Rebecca Soni · Dana Vollmer · Allison Schmitt · Rachel Bootsma, Breeja Larson · Claire Donahue · Jessica Hardy               | Australia · Emily Seebohm · Leisel Jones · Alicia Coutts · Melanie Schlanger · Brittany Elmslie                                                               | Japonia · Aya Terakawa · Satomi Suzuki · Yuka Kato · Haruka Ueda                                        |
| Rio de Janeiro 2016 | Stany Zjednoczone · Kathleen Baker · Lilly King · Dana Vollmer · Simone Manuel · Olivia Smoliga · Katie Meili · Kelsi Worrell · Abbey Weitzeil                    | Australia · Emily Seebohm · Taylor McKeown · Emma McKeon · Cate Campbell · Madison Wilson · Madeline Groves · Brittany Elmslie                                | Dania · Mie Nielsen · Rikke Møller Pedersen · Jeanette Ottesen · Pernille Blume                         |
| Tokio 2020          | Australia · Kaylee McKeown · Chelsea Hodges · Emma McKeon · Cate Campbell · Emily Seebohm · Brianna Throssell · Mollie O’Callaghan                                | Stany Zjednoczone · Regan Smith · Lydia Jacoby · Torri Huske · Abbey Weitzeil · Rhyan White · Lilly King · Claire Curzan · Erika Brown                        | Kanada · Kylie Masse · Sydney Pickrem · Margaret MacNeil · Penny Oleksiak · Taylor Ruck · Kayla Sanchez |

## Konkurencje już nierozgrywane

### 300 m stylem dowolnym
| Rok i miejsce  | Złoto             | Srebro              | Brąz            |
| -------------- | ----------------- | ------------------- | --------------- |
| Sztokholm 1912 | Ethelda Bleibtrey | Margaret Woodbridge | Frances Schroth |